# Крепостной Зилаир
Крепостно́й Зилаи́р (баш. Крепостной Йылайыр) — деревня в Баймакском районе Республики Башкортостан Российской Федерации. Входит в состав Ишбердинского сельсовета.
С 2005 года имеет современный статус.

## География

### Географическое положение
Расстояние до:
- районного центра (Баймак): 56 км
- центра сельсовета (Ишберда): 9 км
- ближайшей железнодорожный станции (Сибай): 97 км

## История
Статус деревни, сельского населённого пункта, посёлок получил согласно Закону Республики Башкортостан от 20 июля 2005 года № 211-з «О внесении изменений в административно-территориальное устройство Республики Башкортостан в связи с образованием, объединением, упразднением и изменением статуса населенных пунктов, переносом административных центров», ст.1:

6. Изменить статус следующих населенных пунктов, установив тип поселения - деревня:
 
5)  в Баймакском районе:…

з) поселка Крепостной Зилаир Ишбердинского сельсовета

## Население
| 2002 | 2009 | 2010 |
| ---- | ---- | ---- |
| 169  | ↘157 | ↘142 |

Национальный состав
Согласно переписи 2002 года, преобладающая национальность — русские (59 %).